# Lycée Carl-Zeiss
Pour les articles homonymes, voir Carl Zeiss (homonymie).

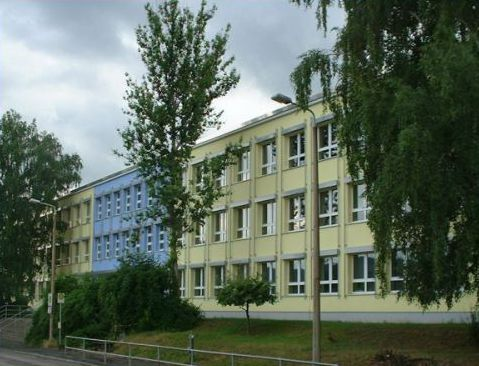
Image des infrastructures du lycée Carl-Zeiss à Léna, Allemagne

Le lycée Carl-Zeiss à Iéna en Allemagne centrale est une école secondaire (Gymnasium) divisée en une partie normale et une partie avec des classes spéciales de sciences. Il porte le nom de Carl Zeiss (1816–1888), opticien et industriel d'Iéna. Il a approximativement 600 élèves, qui participent aux concours internationaux de sciences. Jusqu'à l'année 2008, l'école va être une école avec des classes spéciales seulement. 